# ユニコーン (SS-436)
ユニコーン (USS Unicorn, SS-436) は、アメリカ海軍の潜水艦。テンチ級潜水艦の一隻。艦名は北極海に生息する歯クジラの一種イッカクの通称に因む。額に角があるニザダイ科テングハギ属の魚はUnicornfishと呼ばれるが、アメリカ公文書はイッカクを由来と見なしている。その名を持つ艦としては2隻目。

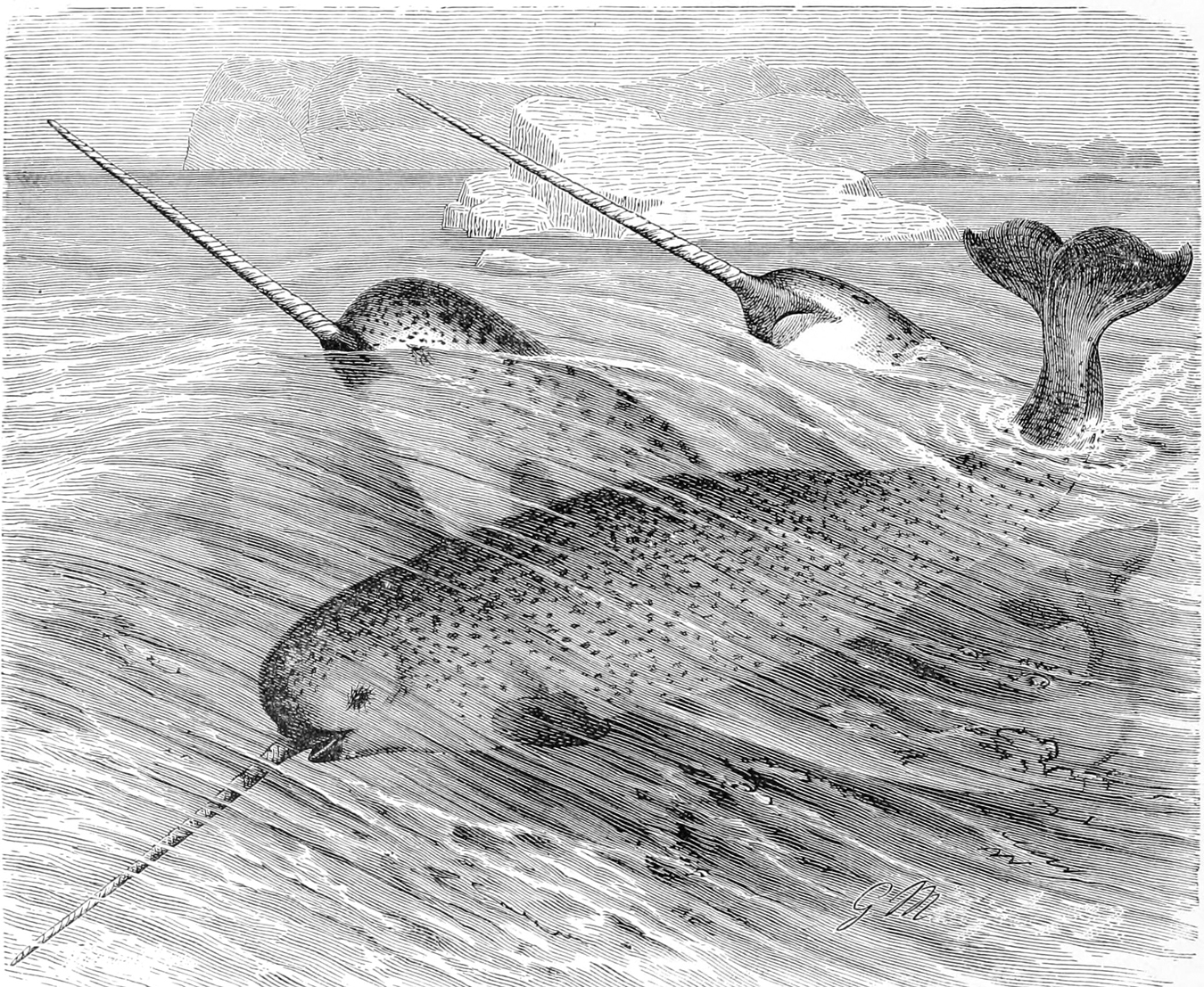
イッカク（Unicornをイメージしたもの）

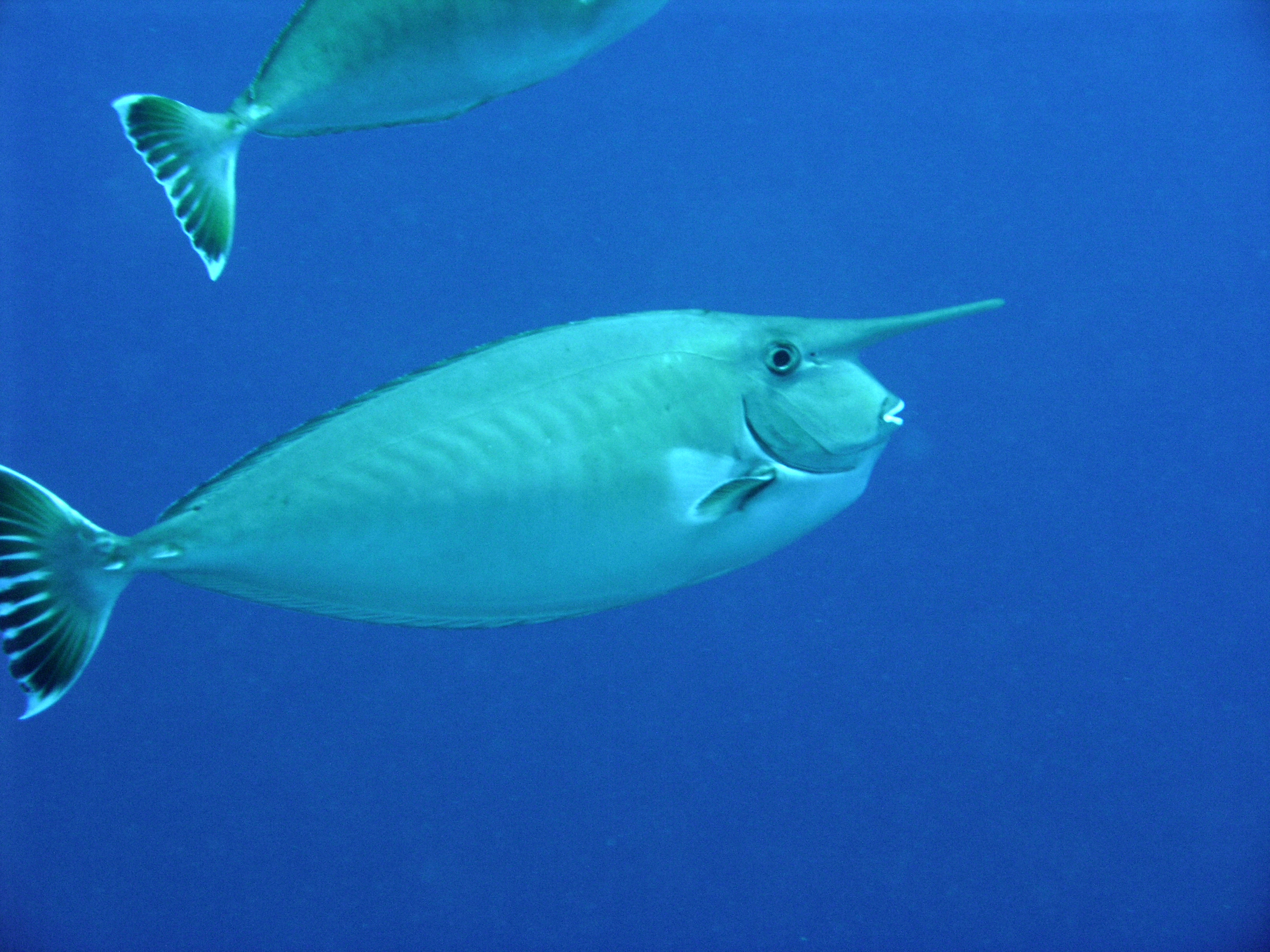
ヒメテングハギ（Whitemargin unicornfish）

ユニコーンは1945年4月25日にコネチカット州グロトンのエレクトリック・ボート社で起工した。その建造契約は1946年1月7日に取り消されたが、1946年2月26日に「特定対象の完成」によって再契約された。1946年8月1日にウィリアム・A・ローワン夫人によって命名、進水し、9月3日に海軍によって受領された。9月15日にポーツマス海軍造船所へ牽引され、その2ヶ月後にニューロンドンに移動され、大西洋予備役艦隊入りする。ユニコーンはその後予備役のまま保管され、1958年7月29日に除籍、スクラップとして売却された。